# Seniorat Filadelfia PNKK
Seniorat Filadelfia (Philadelphia Seniorate) – seniorat (dekanat) diecezji centralna Polskiego Narodowego Kościoła Katolickiego w USA i Kanadzie (PNKK) położony w Stanach Zjednoczonych Ameryki Północnej. Parafie senioratu znajdują się w stanie Maryland, Pensylwania oraz Nowy Jork. Seniorem (dziekanem) senioratu jest ks. sen. Edward Ratajack z Reading.

## Parafie senioratu Filadelfia
- parafia św. Krzyża w Baltimore, proboszcz: ks. Andrzej Bieganowski
- parafia Wniebowstąpienia Pańskiego w Bethlehem, proboszcz: ks. Bogdan Jurczyszyn
- parafia Zbawiciela w Lawrenceville, proboszcz: ks. Grzegorz Mikula
- parafia św. Walentego w Filadelfii, proboszcz: ks. Grzegorz Mikula
- parafia św. Szczepana Męczennika w Reading, proboszcz: ks. sen. Edward Ratajack